# Matozinhos (kommun)
Matozinhos är en kommun i Brasilien.   Den ligger i delstaten Minas Gerais, i den sydöstra delen av landet, 600 km sydost om huvudstaden Brasília. Antalet invånare är 32 973.
Följande samhällen finns i Matozinhos:
- Matozinhos

Omgivningarna runt Matozinhos är huvudsakligen savann. Runt Matozinhos är det ganska tätbefolkat, med 172 invånare per kvadratkilometer.